# Рејчел Рене Расел
Рејчел Рене Расел (енгл. Rachel Renée Russell, рођена 13. марта 1959. у Сент Џозефу у Мичигену), амерички је писац за младе. Освојила је награду "NAACP Image" за изузетно књижевно дело за децу.
Има четворо млађе браће и сестара, две сестре и браћу близанце. 

## Живот и рад
Њен серијал књига Dork Diaries (Дневник штреберке), написан је у формату дневника, користе цртеже и стрипове за хроничење свакодневног живота главног јунака Ники Маквел, док се бори да се уклопи и преживи средњу школу. Серија је заснована на Раселовим искуствима из средње школе. Њена ћерка Ники је илустраторка серијала. Главни лик, Ники Маквел, назван је по њеној ћерки. 
The Misadventures of Max Crumbly говори о лику Maxwell Crumbly-у, који води дневник о својим изазовима у средњој школи. Представљен је у Dork Diaries: Tales From A Not-So Perfect Pet Sitter.
Од августа 2020. године, широм света се штампа 55 милиона примерака Dork Diaries-а на 42 језика.
Њена нова књига треба да изађе у марту 2021. Првобитно је било заказано за 12. октобар 2020, али је одложено због павидемије Covid.